# Anthony Quinton
Anthony Meredith Quinton, baron Quinton, (25 mars 1925-19 juin 2010) est un philosophe politique et moral britannique, métaphysicien et philosophe matérialiste de l'esprit. Il est président du Trinity College d'Oxford de 1978 à 1987 et président du conseil d'administration de la British Library de 1985 à 1990. On se souvient également de lui comme présentateur de l'émission Round Britain Quiz de la BBC Radio.

## Biographie
« Tony » Quinton (comme l'appelaient tous ceux qui le connaissaient) est né au 5 Seaton Road, Gillingham, Kent. Il est le fils unique du capitaine chirurgien Richard Frith Quinton, Royal Navy (1889–1935) et de son épouse (Gwenllyan) Letitia Jones.
Il fait ses études à la Stowe School puis obtient une bourse pour Christ Church, Oxford en 1943. Il étudie l'histoire moderne pendant deux semestres avant de rejoindre la RAF en tant qu'officier d'aviation et navigateur. Il revient en 1946 et obtient un diplôme de première classe en philosophie, politique et économie en 1949. Il est membre de All Souls à partir de 1949, il devient membre et tuteur du New College d'Oxford en 1955. Il est président du Trinity College d'Oxford de 1978 à 1987,.
Quinton est président de la Société aristotélicienne de 1975 à 1976. Il est président du conseil d'administration de la British Library de 1985 à 1990. Il est président du Royal Institute of Philosophy de 1991 jusqu'à sa démission en 2004.
Le 7 février 1983, il est créé pair à vie sous le nom de baron Quinton, de Holywell dans la ville d'Oxford,. Admirateur de Margaret Thatcher, il siège à la Chambre des Lords en tant que conservateur.
Pour le public de la BBC Radio, Quinton est célèbre en tant que présentateur du Round Britain Quiz entre 1974 et 1985.
Après avoir été l'invité de la discussion introductive qui ouvre la série de Bryan Magee sur BBC Radio 3 de 1970-71 , Conversations with Philosophers, et le livre qui l'accompagne, Modern British Philosophy (1971), il participe ensuite à la série télévisée de Magee sur BBC Men of Ideas (1978) et The Great Philosophers ( 1987) et leurs livres d'accompagnement.

## La tragédie duville de Bénarès
La situation des civils s'étant aggravée au cours de la première année de la Seconde Guerre mondiale, la mère canadienne de Quinton s'est laissé convaincre par les pressions de sa mère de rentrer chez elle, avec son fils, jusqu'à la fin de la guerre. Ainsi, en septembre 1940, Letitia Quinton leur réserve à tous deux un passage à bord du City of Benares qui devait bientôt quitter Liverpool pour Montréal. Le départ est cependant retardé de deux jours en raison de la nécessité de déminer les mines allemandes qui avaient été larguées sur la Mersey. Ainsi, lorsque le navire part le 13 septembre, il doit le faire sans escorte navale.
À 22h03 le 17 septembre, le navire est torpillé par le sous-marin allemand U-48 et commence à couler. Les Quinton sont dans le salon du navire lorsque les sonnettes d'alarme retentissent. Ils se rendent dans leur cabine pour enfiler leurs gilets de sauvetage, récupérer leurs objets de valeur et regagnent le salon, qui est leur poste de rassemblement. Finalement, James Baldwin-Webb, un parlementaire britannique, décide qu'ils ont suffisamment attendu et les emmènent dans les canots de sauvetage. Les Quinton montent à bord du canot de sauvetage 6, qui, avec environ 65 personnes, est déjà surchargé. Lors de la descente, les chutes et les câbles à une extrémité se cassent, faisant basculer le bateau vers l'avant et projetant la majorité des passagers dans la mer. Quinton est piégé par une femme corpulente, Mme Anne Fleetwood-Hesketh : il s'accroche à elle, espérant que son poids les empêcherait tous les deux de tomber, mais tous deux tombent dans la mer. Quinton refait surface et sa mère le ramène dans le canot de sauvetage. Le bateau contenait désormais 23 personnes, dont deux ont été secourues par un autre canot de sauvetage, de sorte que seulement 21 passagers sur les 65 initialement estimés ont survécu.
Au cours de la nuit, d'autres passagers, dont quatre enfants, sont décédés. Au matin, il ne reste plus que huit personnes, dont cinq hommes, deux femmes (dont Mme Quinton) et un enfant (Quinton lui-même). D’autres canots de sauvetage ont également souffert. Le HMS Hurricane sauve 105 survivants, dont Quinton et sa mère. Un canot de sauvetage est resté à la dérive en mer pendant huit jours avant d'être secouru par un autre navire, ce qui porte le nombre de survivants à 148. Sur les 406 personnes à bord, 258 sont décédées (dont 81 enfants). Quinton est l’un des 19 enfants à avoir survécu.

## Publications
- The Nature of Things (Londres, 1973)
- The Politics of Imperfection: The Religious and Secular Traditions of Conservative Thought in England from Hooker to Oakeshott (1978)
- Utilitarian Ethics (1973)
- Francis Bacon (Oxford, 1980)
- Thoughts and Thinkers (1982)
- Hume: The Great Philosophers (1997)
- From Wodehouse To Wittgenstein (1998)[13]
- avec Marcelle Quinton, Before We Met (2008)
- Of Men and Manners: Essays Historical and Philosophical (2011) Kenny, Anthony (éd.)[14]